# Pompeia (Nápoles)
Pompeia (em italiano Pompei) é uma comuna italiana da região da Campania, província de Nápoles, com cerca de 25 751 habitantes. Estende-se por uma área de 12 km², tendo uma densidade populacional de 2146 hab/km². Faz fronteira com Boscoreale, Castellammare di Stabia, Sant'Antonio Abate, Santa Maria la Carità, Scafati (SA), Torre Annunziata.

## História
A Pompeia moderna foi fundada em 1891 após a construção de um santuário, iniciada por Bartolo Longo. Ele é considerado o fundador da atual cidade.

## Demografia
| Variação demográfica do município entre 1861 e 2011                               |
|                                                                                   |
| Fonte: Istituto Nazionale di Statistica (ISTAT) - Elaboração gráfica da Wikipedia |